# Sayyid Hamid ibn Thuwayni
Sayyid Hamid ibn Thuwayni al Bu Said, född 1857 i Muskat, Oman, död 25 augusti 1896 i Stone Town, Zanzibar, Han var son till sultanen av Oman Thuwayni ibn Said, och blev sultan av Zanzibar, efter sin farbror Sayyid Ali ibn Said 5 mars 1893.